# ユーク大隊
ユーク大隊（батальон "Юг"）は、ロシア内務省国内軍北カフカーズ国内軍管区に所属する特殊部隊。正式名称は、第249独立特殊自動車化大隊（249-й отдельный специальный моторизированный батальон）。ユーク（ロシア語で「南」）の名称は同大隊の担当地域にちなんでいる。
2005年秋、ユーク大隊とセーヴェル大隊の編成が決定された。2006年4月、両大隊の編成が完結。両大隊の編成の目的は、ラムザン・カディロフの私兵の存在を合法化するためだった。
ユーク大隊の総員は500人。隊員は、親露派、恩赦された元独立派のチェチェン人から構成されている。大隊は、3個中隊、通信小隊、技術小隊、修理小隊、衛生小隊から成る。大隊はチェチェン共和国南東部のヴェジェノ地区に駐屯している。